# Drapetis biseticauda
Drapetis biseticauda är en tvåvingeart som beskrevs av Smith 1963. Drapetis biseticauda ingår i släktet Drapetis och familjen puckeldansflugor. Inga underarter finns listade i Catalogue of Life.